# Lamborghini Reventón
El Lamborghini Reventón es un automóvil superdeportivo de dos puertas de tijera biplaza, con motor central-trasero montado longitudinalmente y de tracción total, producido por el fabricante italiano Automobili Lamborghini S.p.A. entre 2007 y 2010.

## Presentación
Fue mostrado por primera vez en el Salón del Automóvil de Fráncfort de 2007; es el Lamborghini más potente construido hasta el 2009 cuando fue lanzado el Murciélago LP670-4 SV, que a su vez fue superado por el Aventador LP700-4 y el Veneno. Solamente fueron construidas 20 unidades entre 2007 y 2008. Está basado en el Murciélago LP 640, aunque el exterior es totalmente nuevo, inspirado en el avión de caza Lockheed Martin F-22 Raptor. En su mayor parte toma elementos mecánicos, incluyendo el motor también directamente del Murciélago LP640.
El nombre del vehículo hace honor al toro morlaco de la ganadería de Don Heriberto Rodríguez que en 1943 mató al famoso novillero mexicano Félix Guzmán.

## Diseño

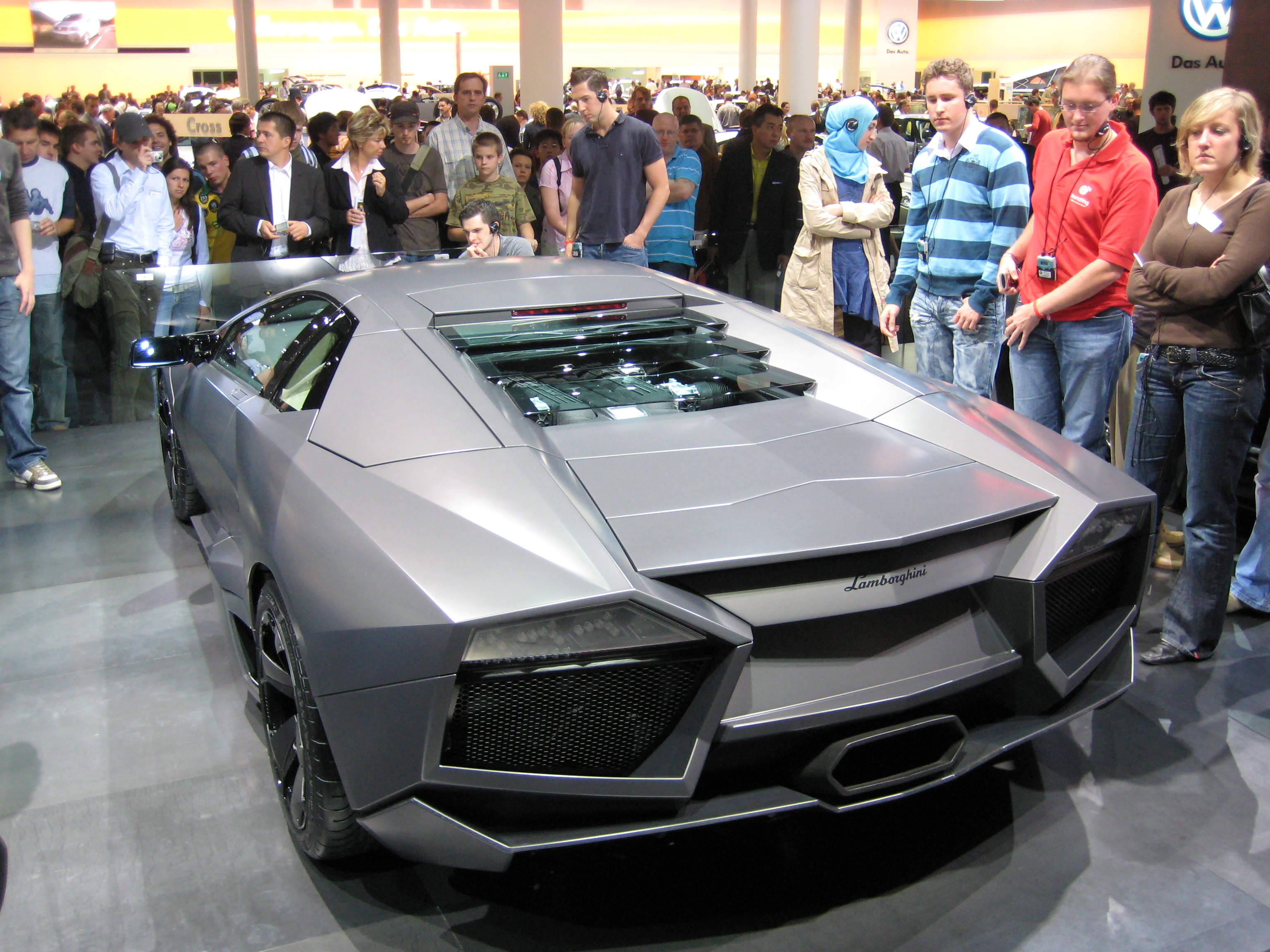
Vista trasera.

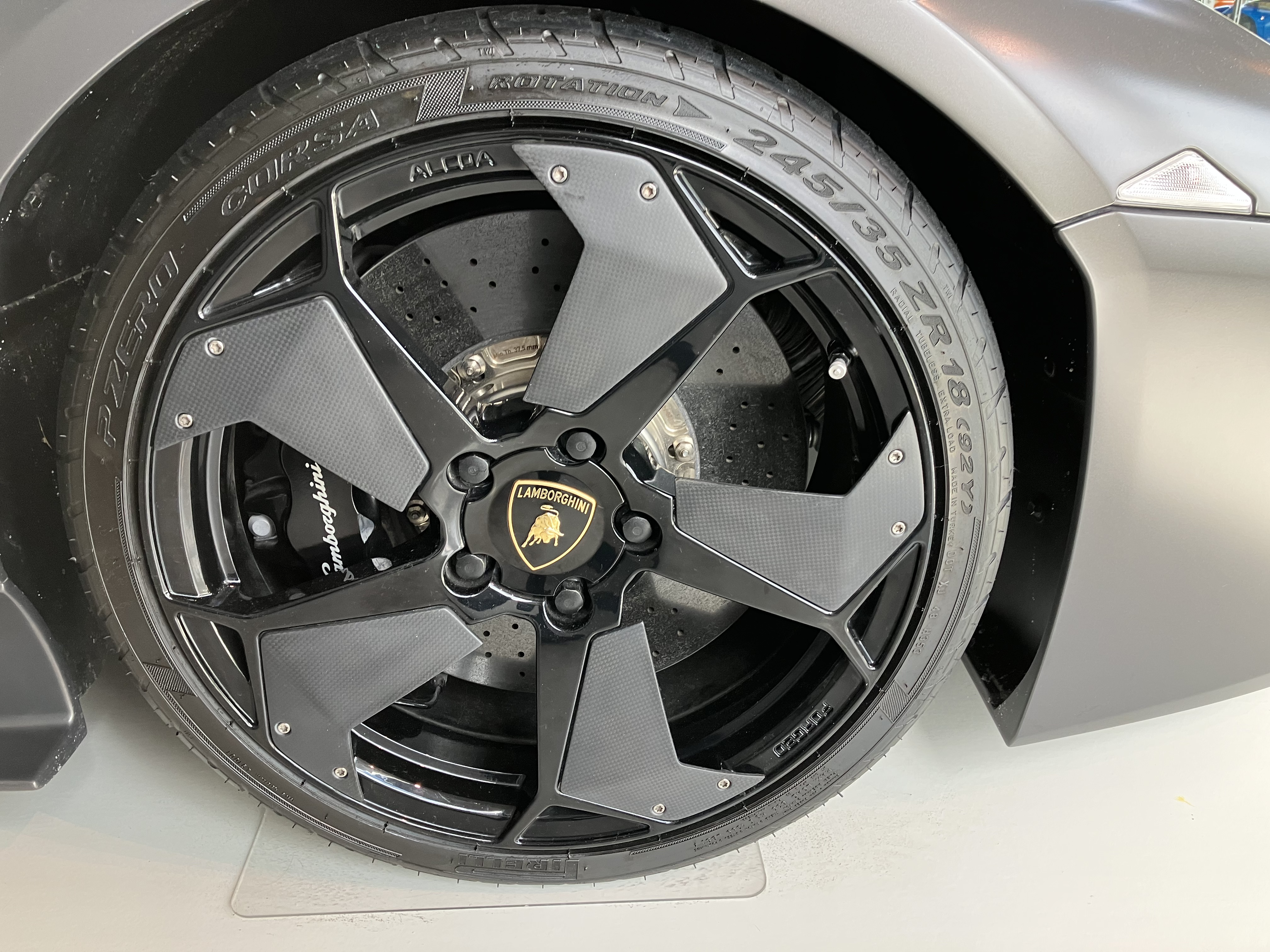
Llantas y rines.

El Reventón tiene una carrocería con un diseño con formas angulosas y rectas. Está construida en fibra de carbono y pintada de color verde grisáceo, aunque no tiene brillo metálico. Las partículas metálicas que lo componen le dan efecto de profundidad a la luz del sol y, dependiendo de cómo le impacte la luz, el coche puede lucir de uno u otro color.
Debajo del coche, la carrocería es de piso plano rematado por dos difusores montados en la parte posterior, que mejoran la adherencia del auto al asfalto a gran velocidad.
En la parte frontal tiene dos grandes tomas de aire hacia los costados. Las tomas de aire y los rines con diseño de turbina ayudan a refrigerar los discos de carbono de 380 mm (15,0 pulgadas) y seis calipers. Las ruedas delanteras son Pirelli P Zero Rosso de 245/35 R18 x 8,5 pulgadas (45,7 x 21,6 cm), mientras que las traseras son de 335/30 R18 x 13 pulgadas (45,7 x 33,0 cm).
Tiene ópticas con tecnología led haciendo juego con las líneas del vehículo y delante tiene faros xenón. El cofre está hecho de vidrio laminado, cuya función es permitir ver hacia atrás por el espejo retrovisor y también permite ver el motor.
El interior del Reventón también está inspirado en los diseños aeronáuticos y tiene aplicados materiales exclusivos como el tapizado de alcantara, fibra de carbono, aluminio y cuero. Los indicadores del cuadro de mandos son tres pantallas, que están alojadas en una estructura de aluminio protegida con fibra de carbono, en las que se puede ver toda la información del vehículo en dos modos, con indicadores analógicos o con medidores digitales.
Tiene un medidor G-Force-Meter que sirve para medir las fuerzas de aceleración y desaceleración, tanto frontales como laterales. La pantalla muestra una red en 3D en la que un punto se mueve por su interior dependiendo de la fuerza aplicada en ese momento.

## Mecánica
El motor del Reventón generalmente no tiene modificación alguna; es el mismo motor V12 de 6496 cm³ (6,5 L; 396,4 plg³) dispuesto a 60° y con bloque hecho de aluminio que utiliza el Murciélago LP640, aunque es posible que se le realizara alguna modificación, posiblemente electrónica, ya que su potencia máxima es de 650 CV (641 HP; 478 kW) a las 8000 rpm y un par máximo de 660 N·m (487 lb·pie) a las 6000 rpm, mientras que la potencia del Murciélago LP640 es de 640 CV (631 HP; 471 kW) a las 8000 rpm.
El motor está ubicado en posición central-trasera y tiene una transmisión manual automatizada E-gear de seis velocidades, con paletas de cambio detrás del volante y tracción integral.
Alcanza una velocidad máxima de 340 km/h (211 mph) y puede acelerar de 0 a 100 km/h (62 mph) en un tiempo de 3.4 segundos. Su consumo es de 21,3 L/100 km (4,7 km/L; 11,0 mpgAm) y las emisiones de CO2 son de 495 g (17,5 onzas) por kilómetro.
Su chasis es el mismo que el del Murciélago LP640.

## Versión Roadster

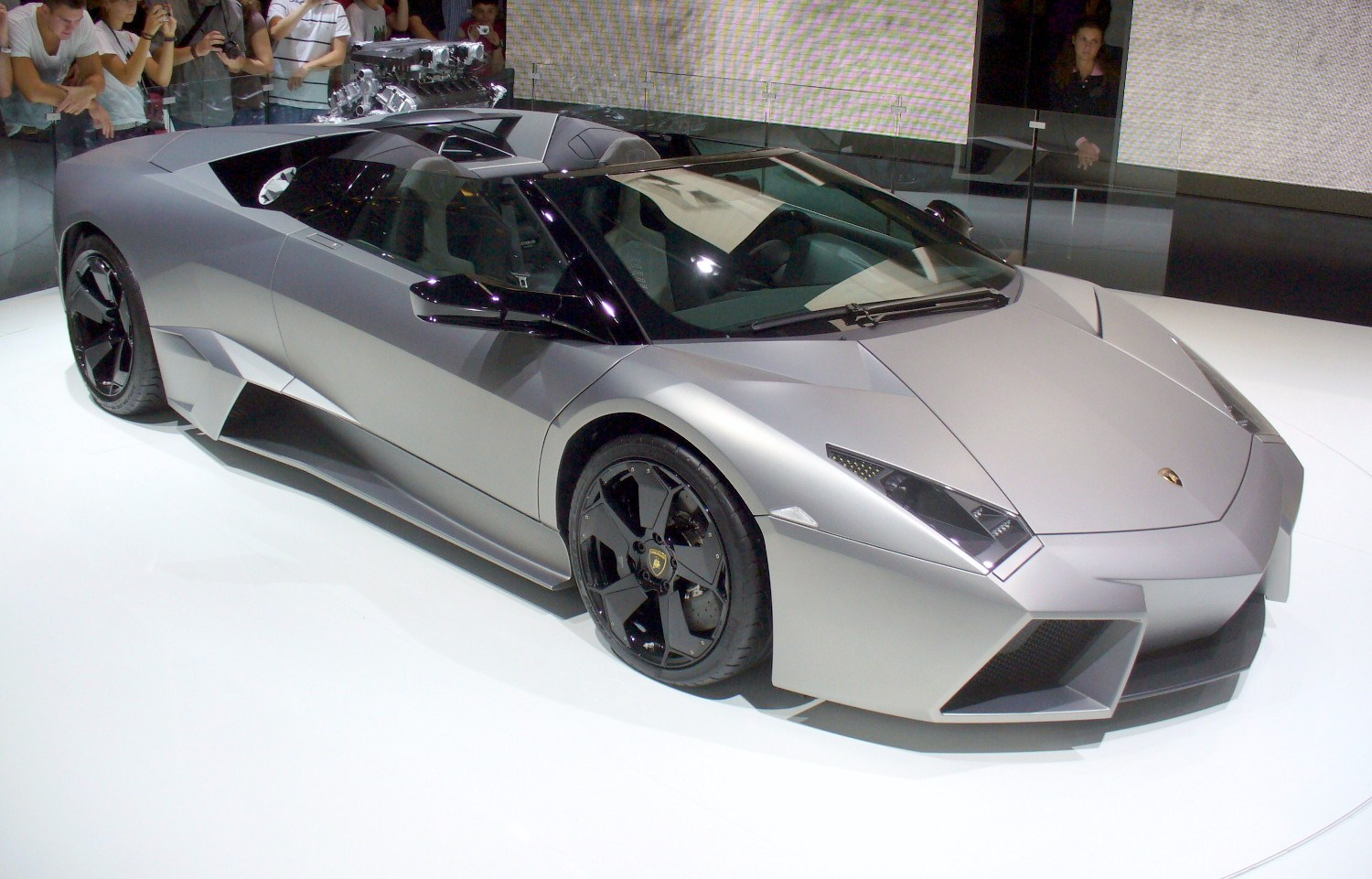
Roadster de 2010.

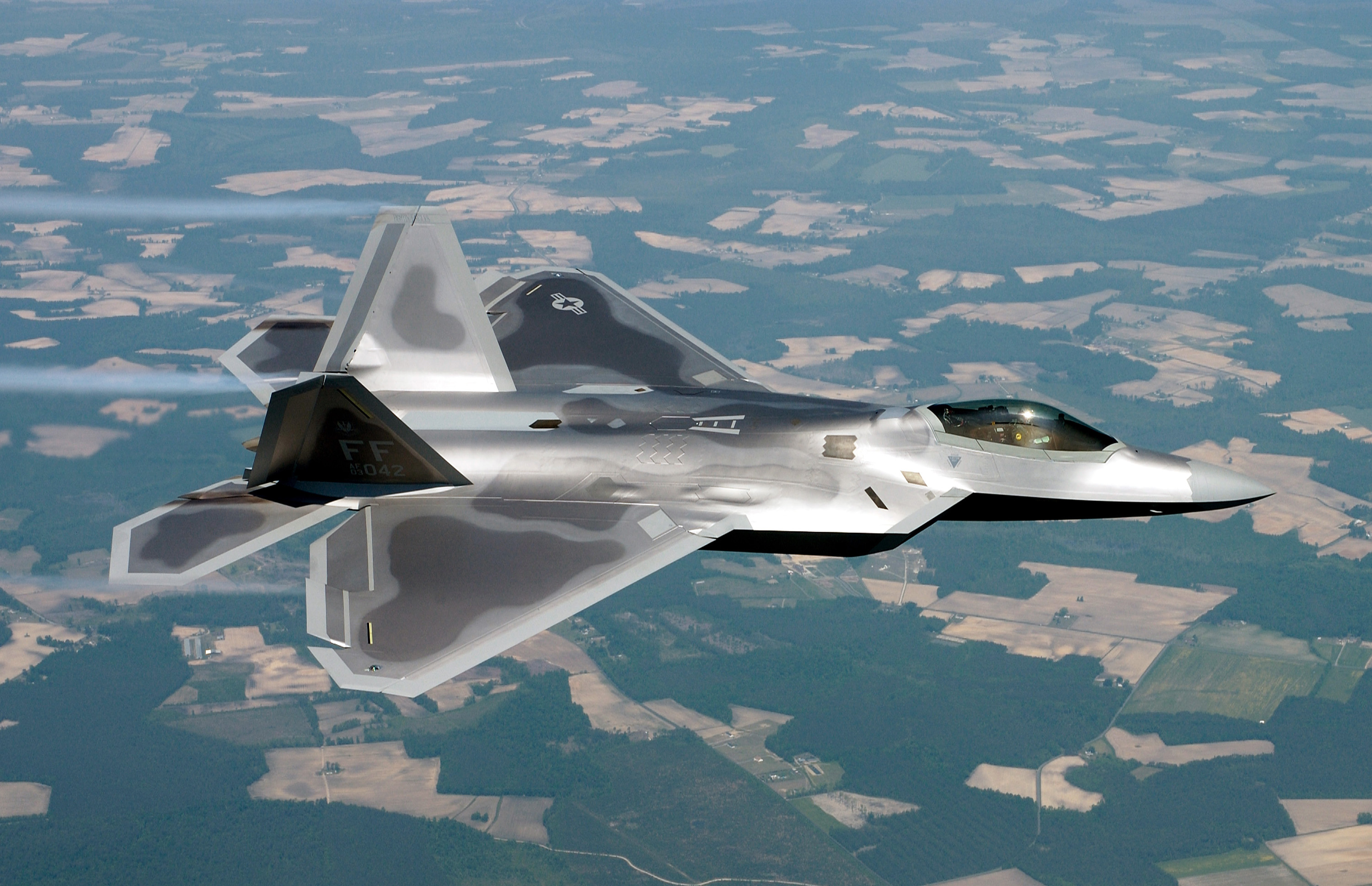
Caza F-22 Raptor en el que está inspirado el Reventón.

En 2009, Lamborghini presentó la versión descapotable: el Reventón Roadster de la que producirían 15 unidades, que utiliza el mismo motor V12 del Murciélago LP670-4 SV con 670 CV (661 HP; 493 kW). Esta nueva versión se dio a conocer en el Salón del Automóvil de Fráncfort de 2009. Pesa 1862 kg (4105 lb) y alcanza una velocidad máxima ligeramente inferior a la de la versión cupé, con 340 km/h (211 mph) y tarda solamente 3.4 segundos en acelerar hasta los 100 km/h (62 mph). Su producción también estaba limitada a solamente 15 unidades, cuyo precio en ese momento era de 1 100 000 €, aunque tiempo después podría alcanzar más de US$2 100 000 (equivalente a $2 934 168 en 2023).

## Especificaciones
| Chasis                              | Estructura tubular de acero con componentes de fibra de carbono                                  |
| Distribución                        | Doble (DOHC) árbol de levas a la cabeza y 4 válvulas por cilindro accionadas por cadena, con VVT |
| Diámetro x carrera                  | 88 x 89 mm (3,46 x 3,50 pulgadas)                                                                |
| Relación de compresión              | 11.0:1                                                                                           |
| Sistema de refrigeración            | Por agua con circuito presurizado                                                                |
| Sistema de lubricación              | Cárter seco                                                                                      |
| Alimentación                        | Inyección multipunto secuencial con ECU electrónico LIE "Drive-by-wire", naturalmente aspirado   |
| Orden de encendido                  | 1-7-4-10-2-8-6-12-3-9-5-11                                                                       |
| Combustible recomendado             | Gasolina sin plomo RON 95                                                                        |
| Embrague                            | Plato sencillo seco de 272 mm (10,7 pulgadas) de diámetro                                        |
| Capacidad del tanque de combustible | 100 litros (26,4 galAm)                                                                          |
| Distribución de peso                | 42% (del.)/58% (tras.)                                                                           |

| 1.ª   | 2.ª   | 3.ª   | 4.ª   | 5.ª   | 6.ª   | Reversa | Final |
| ----- | ----- | ----- | ----- | ----- | ----- | ------- | ----- |
| 3.091 | 2.105 | 1.565 | 1.241 | 1.065 | 0.939 | 2.692   | 3.141 |

## Apariciones en multimedia
Ha aparecido en varios videojuegos de carreras, tales como: Need for Speed: Undercover, Need for Speed: Shift, Need for Speed: Nitro, Need for Speed: World, Need for Speed: Hot Pursuit, Need for Speed: Shift 2 Unleashed, Need for Speed: Edge, Need for Speed: No Limits; Forza Motorsport 3, Forza Motorsport 4, Forza Motorsport 5, Forza Motorsport 6, Forza Motorsport 7, Forza Horizon 3, Forza Horizon 4, Gran Turismo 6, entre otros.